# Dinotiscus bivalvis
Dinotiscus bivalvis är en stekelart som beskrevs av Yin-Xia Liao och Huang 1988. Dinotiscus bivalvis ingår i släktet Dinotiscus och familjen puppglanssteklar. Inga underarter finns listade i Catalogue of Life.